# Аралбай, Кадим Абдулгалимович
Кадим Абдулгалимович Аралбай  (род. 1 сентября 1941 года) — башкирский поэт, прозаик, редактор, педагог, народный поэт Республики Башкортостан (2011). Заслуженный работник культуры Республики Башкортостан. Лауреат Государственной премии им. Салавата Юлаева.

## Биография
...«Башкортостан – край белых юрт свободный,
Счастливый дом наш – не мечта, не сон.
В огне и крови, в муках перерожденный,
Сияешь ты, народом возведен!»
Кадим Абдулгалимович Аралбай родился 1 сентября 1941 года в деревне Танатар Хайбуллинского района БАССР.
После окончания средней школы работал шофером в колхозе. Служил в рядах Советской Армии. В 1968 году окончил Башкирский государственный университет (ныне Уфимский университет науки и технологий), затем пять лет работал учителем в школах Хайбуллинского, Бурзянского и Баймакского районов Башкирской АССР.
Первые его стихи напечатаны в середине 60-х годов прошлого века. Первая книга «Огненные переправы» вышла в 1975 году. Кадим Аралбай — автор более десяти сборников стихов и поэм, прозы и исследований по башкирскому фольклору («Рана батыра», «Белая юрта», «Гонец», «Голос Таналыка» и др.).
В начале 70-х годов Кадим Аралбай учился в аспирантуре Башкирского филиала АН СССР. Позже работает в журнале «Агидель», ответственным секретарем Союза писателей Башкортостана, инструктором отдела культуры башкирского обкома КПСС. С 1988 года — заместитель председателя правления Союза писателей республики, главный редактор и директор Башкирского книжного издательства «Китап».
Был председателем БНЦ «Урал» (2002—2004), заместителем председателя исполкома Всемирного курултая башкир, заместителем председателя Союза писателей Башкортостана.
В 90-е годы создал поэмы «Вихри», «Мы-люди», «Подаяние», «Письмена духов» и другие, где ясно отражается дух времени и желание перемен. Поэма «Письмена духов», куда вошли кубаиры, стихи, песни, баиты свидетельствует о еще одной духовной высоте, которую преодолел поэт.
За книгу стихов и поэм «Письмена духов» Кадим Аралбай в 1996 году был удостоен Государственной премии им. С. Юлаева. Он заслуженный работник культуры Республики Башкортостан, лауреат премий имени Сергея Чекмарева, Рами Гарипова, Зайнаб Биишевой.
За последние годы им созданы поэмы «Узник Каратау», «Голос Таналыка», «Последняя свадьба», «Солнечный буран», «Сказитель» и другие.
Женат. Дочери: Айгуль Карабулатова (род. 3 апреля 1970 г.), Лейла Аралбаева (род.14 марта 1977) - журналистка, поэтесса, общественный деятель.
Внуки: Гульнур Карабулатова, Ильяс Карабулатов, Айсылу Ишмуратова, Гульфия Ишмуратова.

## Награды и премии
- Народный поэт Республики Башкортостан (2011).
- Заслуженный работник культуры Республики Башкортостан.
- Государственная премии им. Салавата Юлаева (1996).
- Лауреат премий имени Сергея Чекмарёва (1984), Рами Гарипова (1996), Зайнаб Биишевой (2000) и Фатиха Карима (2009).

## Сочинения
- Гонец: стихи, поэма. — М. : Сов. писатель, 1983. — 83 с.; Уфа : Башкирское книжное издательство, 1983 — 83 с.; Бельские просторы. — 2001. — № 8. — С. 48-54, № 7. — С. 57-61.
- Хозяин горы: современная сказка. — Уфа: Китап. ¬- 1997. — 24 с. ; Наш современник. — 1977. — N 4. — С. 27-35.
- Знаешь ли ты свои корни? : научно-методическое пособие по подготовке и проведению народного праздника «Шежере байрамы». — Уфа : Белая река, 2006. — С.
- Голоса веков //? Антология поэзии Башкортостана. — Уфа : Китап, 2007. — 455 с.
- Батыр яраһы: поэмалар, шиғырҙар. — Өфө: Башҡортостан китап нәшр., 1980. — 104 б.
- Аҡ тирмә: поэмалар, шиғырҙар. — Өфө: Башҡортостан китап нәшр., 1982. — 110 б.
- Һөйөүем йондоҙо: шиғырҙар, балладалар, поэмалар. — Өфө: Башҡортостан китап нәшр., 1986. — 110 б.
- Әле һуң түгел : шиғырҙар. — Өфө, Башҡортостан китап нәшр., 1982. — 110 б.
- Рух яҙыуы: шиғырҙар, ҡобайырҙар, робағиҙар, бәйеттәр, йырҙар. — Өфө: Китап, 1995. — 288 б.